# Фотограмметрия
Фотограмме́трия (от греч. φωτός  — свет, γράμμα — запись, изображение и μετρέω — измеряю) — научно-техническая дисциплина, занимающаяся определением формы, размеров, положения и иных характеристик объектов по их фотоизображениям.
Существует два основных направления в фотограмметрии:
1. создание карт и планов Земли (и других космических объектов) по снимкам (фототопография),
2. решение прикладных задач в архитектуре, строительстве, медицине[2], криминалистике и т. д. (наземная, прикладная фотограмметрия)[3].

## История
Фотограмметрия появилась в середине XIX века, практически одновременно с появлением самой фотографии. Применять фотографии для создания топографических карт впервые предложил французский геодезист Доминик Ф. Араго в 1840 году. В 1851 году французский изобретатель Эме Лосседа метод использования фотографические снимки для построения карт предложил назвать метрофотографией. В 1867 году немецкий инженер Альбрехт Меденбауэр предложил назвать этот метод фотограмметрией. В развитии фотограмметрии выделяют три этапа, которые в зависимости от применяемых подходов называют: аналоговая, аналитическая и цифровая фотограмметрия.

## Области применения фотограмметрии
Фотограмметрия находит применение в различных видах деятельности:
- создание топографических карт и ГИС;
- геологические изыскания;
- охрана окружающей среды (изучение ледников и снежного покрова, бонитировка почв и исследование процессов эрозии, наблюдения за изменениями растительного покрова, водоёмов, изучение морских течений);
- проектирование и строительство зданий и сооружений;
- археологические раскопки[6];
- киноиндустрия (совмещение игры живых актёров с компьютерной анимацией, например, в фильмах «Бойцовский клуб»[источник не указан 3193 дня], «Аватар» и других);
- автоматизированное построение пространственных моделей объекта по снимкам;
- в военном деле: для создания топографических и специальных карт, фотодокументов, сгущения опорных геодезических сетей, определения координат целей и своих войск, исследования траекторий и скоростей полёта снарядов и ракет и другого[7];

- компьютерные игры (создание трёхмерных моделей игровых объектов, создание реалистичных ландшафтов; примеры использования: Resident Evil 7: Biohazard, World of Tanks).

## Общие принципы фотограмметрии
Фотограмметрия использует способы и приёмы различных дисциплин, в основном, заимствованные из оптики и проективной геометрии.
В простейшем случае пространственные координаты точек объекта определяются путём измерений, выполняемых по двум или более фотографиям, снятым из разных положений. При этом на каждом изображении отыскиваются общие точки. Затем луч зрения проводится от местоположения фотоаппарата до точки на объекте. Пересечение этих лучей и определяет расположение точки в пространстве. Более сложные алгоритмы могут использовать другую, известную заранее, информацию об объекте: например, симметрию составляющих его элементов, в определённых случаях позволяющую реконструировать пространственные координаты точек лишь по одному фотографическому изображению.
Алгоритмы, применяемые в фотограмметрии, имеют целью минимизировать сумму квадратов множества ошибок, решаемую обычно с помощью алгоритма Левенберга — Марквардта (или метода связок), основанного на решении нелинейных уравнений методом наименьших квадратов.

Типы данных при производстве фотограмметрических работ

На схеме показаны четыре основных типа данных, которые могут быть как входными, так и выходными при производстве фотограмметрических работ:
- пространственные координаты определяют положение точек объекта в пространстве;
- координаты на фотографии определяют положения точек объекта на аналоговом или цифровом снимке;
- элементы внешнего ориентирования фотоаппарата определяют его положение в пространстве и направление съёмки;
- элементы внутреннего ориентирования определяют геометрические характеристики процесса съёмки.

К элементам внешнего ориентирования относятся трёхмерные координаты центра проекции, продольный и поперечный углы наклона снимка и угол поворота. 
К элементам внутреннего ориентирования относятся, в первую очередь, фокусное расстояние объектива (хотя может учитываться и характер искажений, вносимых при съёмке: например, дисторсия объектива, деформация фотоматериала и пр.) и двухмерные координаты главной точки.
Дополнительные наблюдения помогают точнее определять расстояния и координаты точек объекта, а также уточнять масштабы и саму систему координат.

## Достоинства фотограмметрии
- Высокая точность измерений;
- Высокая степень автоматизации процесса измерений и связанная с этим объективность их результатов;
- Большая производительность (поскольку измеряются не сами объекты как таковые, а лишь их изображения);
- Возможность дистанционных измерений в условиях, когда пребывание на объекте небезопасно для человека.

## Программное обеспечение для фотограмметрии
- 3DF Zephyr[англ.]
- Metashape[англ.]
- Meshroom
- RealityCapture[англ.]